# Чебоксарская епархия
Чебокса́рская епа́рхия (чув. Шупашкар епархийӗ) — епархия Русской Православной Церкви в границах Чебоксарского, Аликовского, Вурнарского, Красночетайского, Марпосадского, Моргаушского, Цивильского, Шумерлинского и Ядринского районов Чувашии. Входит в состав Чувашской митрополии.
Кафедральный город — Чебоксары. Кафедральный собор — Введенский.

## История
24 декабря 1853 года (5 января 1854) было учреждено Чебоксарское викариатство в помощь Казанскому епископу. Все дореволюционные Чебоксарские епископы жили в Казани. После учреждения в 1899 году Чистопольского викариатства Чебоксарские епископы считались вторыми викариями.
Революция 1917 года привела к серьёзным потрясениям и в церковной жизни. 24 июня 1920 года была образована Чувашская автономная область из земель Казанской и Симбирской губерний, новая власть стала поощрять церковный сепаратизм. Появились обновленческие группировки, захватывавшие храмы, призывавшие к революции в Церкви и созданию Чувашской автокефальной Церкви. Борьба с расколом и обновленчеством в Чувашии связана с именем епископа Германа (Коккеля), которому было поручено управление чувашскими приходами, но при помощи ОГПУ обновленцы выдворили епископа Германа за пределы Чувашии.
В 1930-е годы ознаменовались массовым закрытием церквей. Оставшиеся приходы в церковном отношении были подчинены Горьковскому епископу, поскольку с 1929 по 1936 годах Чувашская автономная республика находилась в составе Горьковского края. В это же время прекратило своё существование обновленческое управление в Чувашии. Чебоксарские епископы перестали назначаться в 1938 году.
В годы Великой Отечественной войны государственная политика по отношению к православной церкви претерпела изменения — наступило кратковременное возрождение церковной жизни. Чебоксарская и Чувашская епархия стала самостоятельной согласно «Положению об управлении Русской православной церковью» от 1945 года. Указом патриарха Алексия I от 3 января 1946 года на Чебоксарскую кафедру был назначен епископ Иларий (Ильин). К началу 1950-х годов в Чувашии действовала 41 церковь.
Результатом антирелигиозной кампании середины 1950-х—1960-х годов стало закрытие в Чувашии 6 церквей.
Решением Священного Синода от 4 октября 2012 года из состава Чебоксарской епархии были выделены Алатырская и Канашская епархии со включением их и Чебоксарской епархии в состав новообразованной Чувашской митрополии.

## Епископы
Чебоксарское викариатство Казанской епархии
- Никодим (Казанцев) (14 февраля 1854 — 18 сентября 1861)
- Гурий (Карпов) (5 июня 1866 — 28 ноября 1867)
- Викторин (Любимов) (3 ноября 1868 — 7 декабря 1874)
- Иоанн (Жданов) (30 марта 1875 — 4 февраля 1878)
- Павел (Вильчинский) (4 февраля 1878 — 5 апреля 1882)
- Кирилл (Орлов) (24 апреля 1882 — 13 февраля 1888)
- Сергий (Соколов) (11 мая 1888 — 2 февраля 1891)
- Никанор (Каменский) (3 марта 1891 — 16 апреля 1893)
- Анастасий (Опоцкий) (15 мая 1893 — 27 июня 1897)
- Антоний (Храповицкий) (7 сентября 1897 — 1 марта 1899)
- Иоанн (Алексеев) (25 марта 1899 — 5 апреля 1902)
- Иоанн (Смирнов) (28 апреля 1902 — 4 февраля 1904)
- Хрисанф (Щетковский) (17 мая 1904 — 27 апреля 1905)
- Митрофан (Симашкевич) (29 января 1906 — 25 июля 1907)
- Михаил (Богданов) (30 сентября 1907 — 11 июля 1914)
- Леонтий (фон Вимпфен) (28 сентября 1914 — 12 февраля 1915)
- Борис (Шипулин) (12 февраля 1915 — декабрь 1918)
- Афанасий (Малинин) (8 ноября 1920 — 16 сентября 1923)
- Симеон (Михайлов) (17 декабря 1923 — 20 февраля 1924)
- Афанасий (Малинин) (апрель 1926—1930)
- Митрофан (Гринёв) (1929—1930) в/у
- Аркадий (Ершов) (23 октября 1930 — 27 мая 1931)
- Иоанн (Широков) (2—29 июля 1931)
- Памфил (Лясковский) (17 августа 1931 — 2 октября 1932)
- Серафим (Зборовский) (29 июня — 22 ноября 1934) в/у, епископ Алатырский
- Владимир (Юденич) (22 ноября 1934 — 4 июня 1939)

Самостоятельная епархия
- Иларий (Ильин) (28 декабря 1945 — 14 апреля 1951)
- Иов (Кресович) (20 июля 1951 — 28 января 1953)
- Мануил (Лемешевский) (21 декабря 1955 — 22 марта 1960) до 7 февраля 1956 — в/у
- Николай (Феодосьев) (3 апреля 1960 — 22 сентября 1972)
- Иоанн (Снычёв) (22 сентября 1972 — 31 мая 1973) в/у, епископ Куйбышевский
- Вениамин (Новицкий) (31 мая 1973 — 14 октября 1976)
- Варнава (Кедров) (30 ноября 1976 — 1 июня 2020)
- Иоанн (Тимофеев) (1 июня — 25 августа 2020) в/у, митрополит Йошкар-Олинский и Марийский
- Савватий (Антонов) (c 25 августа 2020)

## Благочиния
Епархия разделена на 7 церковных округов: По состоянию на октябрь 2022 года:
- 1-е благочиние (город Чебоксары)
- 2-е благочиние (Чебоксарский район)
- 3-е благочиние (города Новочебоксарск, Мариинский Посад и Цивильск, Марпосадский и Цивильский районы)
- 4-е благочиние (Аликовский и Моргаушский районы)
- 5-е благочиние (город Ядрин, Ядринский район)
- 6-е благочиние (город Шумерля, Шумерлинский и Красночетайский районы)
- 7-е благочиние (Вурнарский район)

## Монастыри
Мужские
- Свято-Троицкий монастырь в Чебоксарах
- Александро-Невский монастырь в местечке Каршлыхи в Моргаушском районе

Женские
- Преображенский монастырь в Чебоксарах
- Тихвинский Богородицкий монастырь в Цивильске